# Lobras
Lobras település Spanyolországban, Granada tartományban. Lobras Albondón, Cástaras, Juviles, Bérchules, Cádiar és Murtas községekkel határos. Lakosainak száma 134 fő (2024).

## Népesség
A település népessége az elmúlt években az alábbi módon változott:
| Lakosok száma | 165  | 132  | 121  | 131  | 160  | 165  | 159  | 145  | 130  | 134  |
|               | 2001 | 2004 | 2006 | 2009 | 2011 | 2014 | 2016 | 2019 | 2021 | 2024 |